# Fourth Dimension
Fourth Dimension is het vierde album van Stratovarius, uitgebracht in 1995 door Noise Records. Het was het eerste album met Timo Kotipelto op zang. Daarnaast is het ook het laatste album met drummer Tuomo Lassila en keyboardspeler Antti Ikonen.

## Nummers
1. Against the Wind – 3:48
2. Distant Skies – 4:10
3. Galaxies – 5:00
4. Winter – 6:32
5. Stratovarius – 6:22
6. Lord of the Wasteland – 6:11
7. 030366 – 5:46
8. Nightfall – 5:09
9. We Hold the Key – 7:53
10. Twilight Symphony – 6:59
11. Call of the Wilderness – 1:30

## Bezetting
- Timo Kotipelto - zanger
- Timo Tolkki - gitarist
- Jari Kainulainen - bassist
- Antti Ikonen - keyboardspeler
- Tuomo Lassila - drummer